# Picsou banquier
Pour plus de détails, voir Fiche technique et Distribution.
Picsou banquier (Scrooge McDuck and Money) est un court métrage d'animation américain des studios Disney sorti le 23 mars 1967.

## Synopsis
Picsou apprend à ses neveux, Riri, Fifi et Loulou, l'histoire de la monnaie et les bases du système économique afin de répondre à leur question sur la manière de faire fructifier leurs économies. Picsou décrit quelle est la valeur d'un milliard et comment planifier un budget personnel ou gouvernemental, puis l'investissement en bourse avant de vendre une action de sa société à ses neveux.

## Fiche technique
- Titre original : Scrooge McDuck and Money
- Autres titres[1] :
  -  France : Picsou banquier
- Scénario : Bill Berg
- Réalisateur : Hamilton Luske assisté de Vincent McEveety
- Voix : Bill Thompson[2] (VF : Roger Carel) : Picsou, The Mellomen
- Musique : Mel Leven, Franklyn Marks
- Direction artistique : McLaren Stewart
- Effets spéciaux : Eustace Lycett
- Animateur : Jack Boyd, Chuck Downs, Ward Kimball, Art Stevens, Julius Svendsen
- Layout : Joe Hale
- Décor : Elmer Plummer
- Producteur : Walt Disney
- Société de production : Walt Disney Productions
- Distributeur : Buena Vista Film Distribution Company
- Date de sortie : 23 mars 1967[3]
- Format d'image : Couleur (Technicolor)
- Son : Mono (RCA Sound System)
- Durée : 17 min[3]
- Langue : (en)
- Pays :  États-Unis

## Distribution

### Version Française
- Roger Carel : Balthazar Picsou

## Commentaires
- Il s'agit du premier rôle principal de Picsou - pourtant vedette des bandes dessinées - au cinéma si on excepte une apparition anonyme dans le dessin animé de Donald Duck The Spirit of '43 en 1943[3].
- Ce rôle d'éducateur attribué à Picsou sera ensuite dévolu au professeur Donald Dingue, à partir de 1969.
- On apprend dans le film que l'argent présent dans l'immense coffre de Picsou n'est pas de l'argent dormant mais seulement du liquide qui change de main quotidiennement, car il aime faire fructifier son argent.
- En France, le film a été diffusé en 1975 en complément de la compilation de documentaires Merveilles de la nature issue de True-Life Adventures[4].